# Jonas Magni Livin
Jonas Magni Livin, född april 1663 i Norrköping, död 26 september 1733 i Linderås församling, Jönköpings län, var en svensk präst.

## Biografi
Jonas Livin föddes 1663 i Norrköping. Han var son till kyrkoherden Magnus Livin och Margareta Prytz i Säby församling. Livin blev 1680 student vid Uppsala universitet och prästvigdes 1688. Han blev pastorsadjunkt i Linderås församling och 1694 kyrkoherde i församlingen. År 1720 utnämndes han till prost. Livin avled 1733 i Linderås församling.

### Familj
Livin gifte sig första gången 1686 med Gunilla Bjugg. Hon var dotter till kyrkoherden Petrus Johannis Bjugg och Anna Olsdotter Berenfelt i Linderås församling.
Livin gifte sig andra gången med Catharina Elisabeth Wong. Hon var dotter till domprosten Olavus Johannis Wong och Margareta Laurinus i Linköping. De fick tillsammans barnen vice häradshövding Magnus Livin, kaptenslöjtnanten Olof Livin vid Smålands kavalleriregemente, kyrkoherden Jonas Livin i Vinnerstads församling, kaplanen Claes Livin i Kungsholms församling och Margaretha Livin som var gift med kyrkoherden Samuel Samuelis Mörtling i Linderås församling.